# Albert Botran
Albert Botran i Pahissa, né le 14 janvier 1984 à Molins de Rei en Catalogne, est un historien et un homme politique espagnol. Il est député au Parlement de Catalogne pour la Candidature d'unité populaire (CUP) de 2015 à 2017.

## Biographie

### Carrière académique
Albert Botran i Pahissa est né en 1984 à Molins de Rei, dans le Baix Llobregat, en Catalogne. Il est diplômé d'un master d'histoire comparée, spécialisé dans l'histoire du XVIe au XXe siècle, de l'université autonome de Barcelone (UAB).
Historien de profession, il est l'auteur de plusieurs livres sur l'histoire moderne et contemporaine de la Catalogne. Il publie en 2009 Les Proclames de Sobirania de Catalunya (« Les proclamations de souveraineté de la Catalogne »), co-écrit avec le président d'Gauche républicaine de Catalogne (ERC), Oriol Junqueras. En 2010, il reçoit le prix Francesc Carreras i Candi pour son livre Pensar històricament els Països Catalans (« Penser historiquement les Pays catalans »).
Par la suite, il travaille comme technicien dans une organisation culturelle. Il est un collaborateur régulier du journal El Punt Avui et de Radio Molins de Rei.

### Activités politiques
Albert Botran est militant de la gauche indépendantiste depuis 2002. Il joue un rôle important dans la construction de la Candidature d'unité populaire (CUP), à laquelle il consacre un essai en 2012, intitulé Unidad popular: la construcció de la CUP i l'independentisme d'esquerres (« Unité populaire : la construction de la CUP et l'indépendantisme de gauche »). Il participe à la création de la CUP de Molins de Rei en 2007. Entre 2009 et 2013, il est membre du secrétariat national du parti.
Aux élections municipales de 2011, il est élu conseiller municipal de Molins de Rei. Au conseil municipal, ses interventions sont principalement consacrées à la question de l'indépendance de la Catalogne, et en particulier à la défense du droit à l'autodétermination des Pays catalans. Il ne se représente pas aux élections municipales de 2015.
Il milite également au sein de l'association de promotion de la culture catalane Òmnium Cultural et de l'organisation anticapitaliste et indépendantiste Poble Lliure (ca), liée à la CUP.

### Député au Parlement de Catalogne
Aux élections au Parlement de Catalogne de 2015, Albert Botran est désigné candidat lors des primaires de la CUP sur la liste proposée par la direction du parti, avec Antonio Baños, Anna Gabriel, Josep Manel Busqueta et Gabriela Serra. Il est candidat en cinquième position de la liste dans la circonscription de Barcelone. Bien qu'il joue un rôle important dans la construction idéologique du parti et qu'il a été l'un de ses porte-parole dans les années précédentes, il reste peu connu du public, notamment en raison de sa personnalité discrète. La CUP obtient dix sièges, dont sept à Barcelone, et Albert Botran devient député au Parlement de Catalogne
.
Au cours des négociations pour la formation d'un gouvernement avec Ensemble pour le oui, Albert Botran et le courant dont il est membre au sein de la CUP, Poble Lliure, soutiennent la conclusion d'un accord, pour pouvoir mettre en œuvre le projet indépendantiste. Lorsque son parti se divise sur la question d'investir ou non le président sortant Artur Mas, il fait partie des militants favorables à l'investiture.
Au Parlement, il est porte-parole adjoint de la CUP et aussi le porte-parole au sein de la commission de l'entreprise et de la connaissance, de la commission du statut des députés, de la commission de contrôle de la Corporation catalane des moyens audiovisuels et de la commission d'étude des politiques industrielles dans le secteur automobile. En 2016, il fait partie de la commission conjointe chargée de rédiger la proposition de loi sur la réforme horaire.
La même année, il participe à la commission conjointe chargée de rédiger la proposition de loi sur la protection sociale catalane, avec Mireia Vehí (CUP), Chakir El Homrani et Natàlia Figueras (JxSí). Il s'agit de la première des trois lois de déconnexion qui doivent rendre possible l'indépendance de la Catalogne en créant les structures du futur État. La proposition de loi est déposée au Parlement en mai 2016.

## Œuvres
- (ca) Adrià Cases, Oriol Junqueras, Albert Botran, Les proclames de sobirania de Catalunya 1640-1936, 2009.
- (ca) Pensar històricament els Països Catalans. La historiografia i el projecte nacional dels Països Catalans (1960-1985), 2010.
- (ca) Unitat Popular. La construcció de la CUP i l'independentisme d'esquerres, 2012.
- (ca) Albert Botran, Carles Castellanos, Lluís Sales, Introducció a la història dels Països Catalans, 2014.